# سایکامور (کالیفرنیا)
سایکامور (به انگلیسی: Sycamore) یک منطقهٔ مسکونی در ایالات متحده آمریکا است که در شهرستان کولوزا، کالیفرنیا واقع شده‌است. سایکامور ۱۵ متر بالاتر از سطح دریا واقع شده‌است.